# Gornje Konjuvce
Gornje Konjuvce (cyr. Горње Коњувце) – wieś w Serbii, w okręgu jablanickim, w gminie Bojnik. W 2011 roku liczyła 131 mieszkańców.